# Fatemeh Behboudi

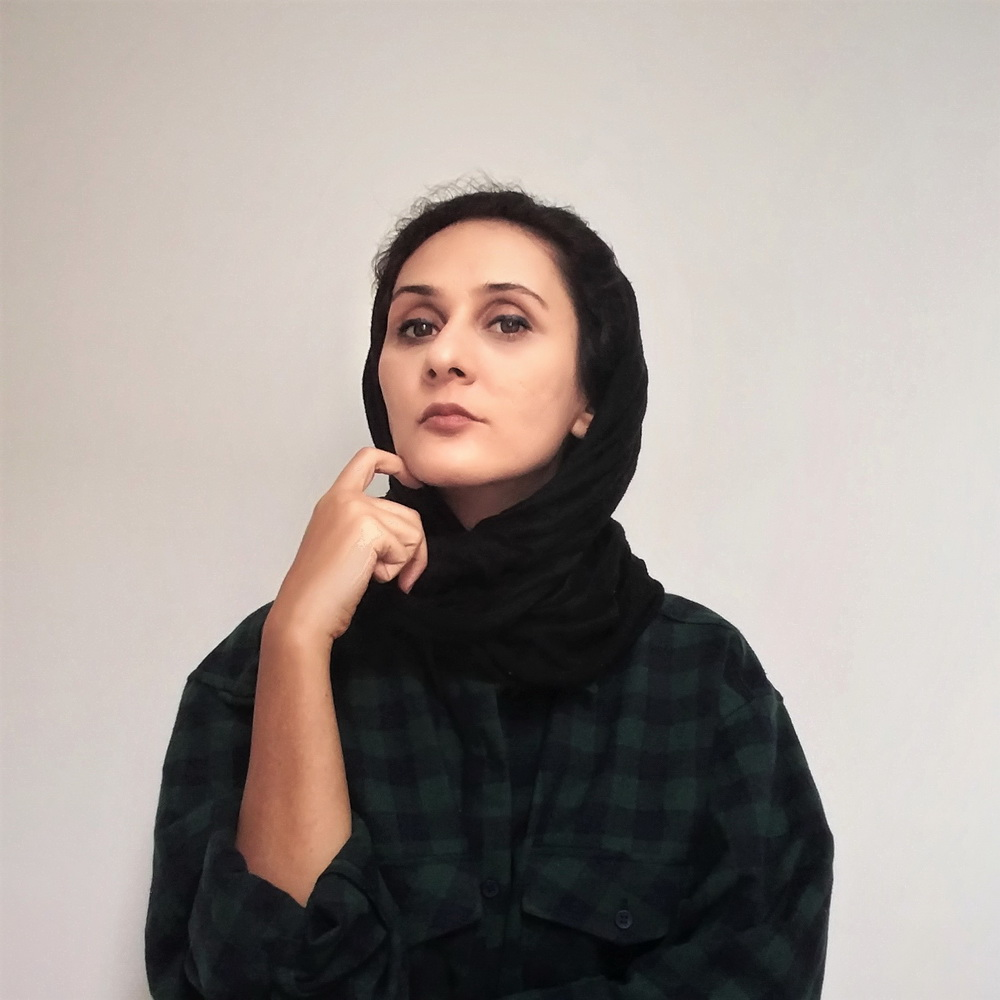
Fatemeh Behboudi

Fatemeh Behboudi (persisch فاطمه بهبودی; geboren 16. November 1985 in Teheran) ist eine iranische Fotojournalistin.

## Leben und Werk
Fatemeh Behboudis Vater, der Fotografie studierte, brachte ihr die Fotografie näher und ermutigte sie, eine künstlerische Ausbildung zu beginnen. Im Alter von 20 Jahren studierte sie Fotografie an der Universität Teheran. Ab 2007 begann Behboudi als Nachrichtenfotografin für iranische Nachrichtenagenturen zu arbeiten. Sie ist freischaffende Künstlerin.

### Werk
Behboudis Fotoprojekt Mothers of Patience (Mütter der Geduld) zeigt 20 iranische Mütter aus verschiedenen Städten, deren Söhne im Iran als Märtyrer gelten, und wurde mit dem ersten Platz des internationalen Wettbewerbs Pictures of the Year ausgezeichnet. In diesem vierjährigen Projekt setzte sich Behboudi intensiv mit dem Thema Krieg auseinander und dokumentierte das alltägliche Leben von 40 Müttern von Gefallenen und vermissten Soldaten des iranisch-irakischen Krieges 1980–1988. Behboudis Dokumentarfotoprojekt Mothers of Patience wurde Finalist beim 12. Internationalen Festival des Fotojournalismus Vilnius Photo Circle in Litauen.

## Ausstellungen (Auswahl)
- 2014: Asian Women Photographers' Showcase
- 2015: Mothers of Patience, Malaysia
- 2018: Lumix photo Festival for young photojournalism
- 2022: International Biennial of Female Photography

## Auszeichnungen
- 2015: Gewinnerin World Press Photo Award

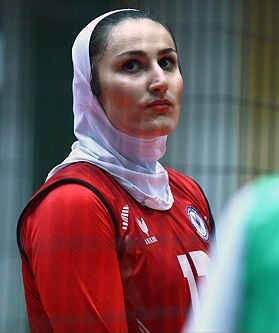
Shekoufeh Safari
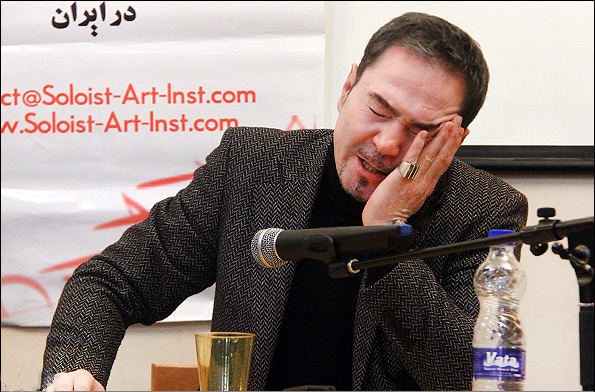
Khashayar Etemadi
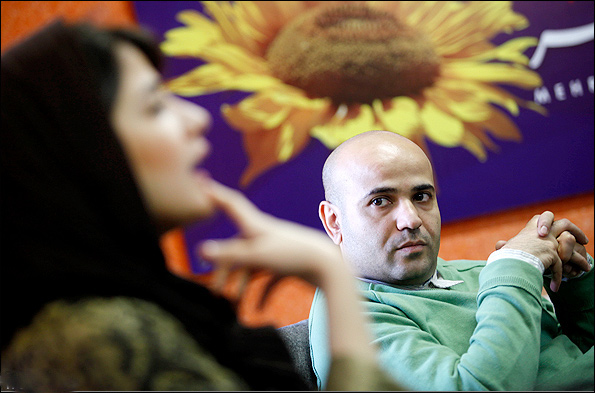
Saeed Changizian
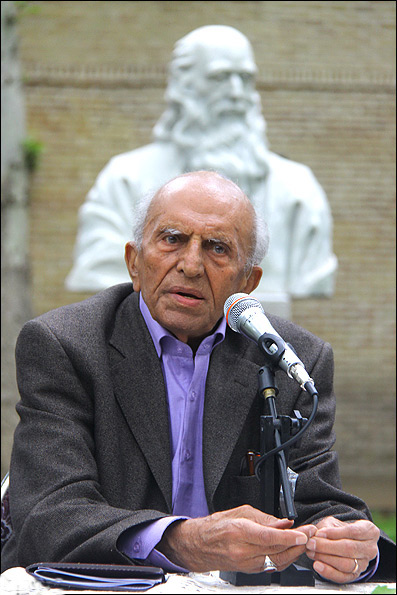
Mohammad Hassan Ganji